# Pachydactylus montanus
Espèce
Pachydactylus montanus est une espèce de geckos de la famille des Gekkonidae.

## Répartition
Cette espèce se rencontre au Cap-du-Nord en Afrique du Sud et en Namibie.

## Description
Ce gecko est insectivore.

## Publication originale
- Methuen & Hewitt, 1914 : Records and descriptions of the reptiles and batrachians of the collection. The Percy Sladen Memorial Expedition to Great Namaqualand 1912-1913. Annals of the Transvaal Museum, vol. 4, no 3, p. 118-145 (texte intégral).